# لوكا ميتزانو
لوكا ميتزانو (بالإيطالية: Luca Mezzano)‏ مدرب كرة قدم ايطالي، درب نادي تورينو، وكان لاعباً سابق في مركز الدفاع في دوري الدرجة الأولى الإيطالي، حيث لعب لنادي انتر ميلان ونادي كييفو ونادي تورينو ونادي بولونيا ونادي بيروجيا ونادي ريجينا ونادي بريشيا.

## مسيرته المحلية
لعب لأول مرة في دوري الدرجة الأولى الإيطالي يوم 25 فبراير عام 1996، في مباراة روما - تورينو انتهت 1-0. وانضم انتر ميلان لموسمين (1997-1998) و (1998-1999) وفاز معه بكأس الاتحاد الأوروبي عام 1997 م مع كوكبة نجوم الانتر، منهم إيفان زامورانو ورونالدو. وانتقل ميتزانو إلى نادي بيروجيا ثم إلى نادي فيرونا ثم إلى نادي بريشياثم بولونيا، ولم يتألق في أي منها، واعتزل عام 2010، ثم اتجه إلى التدريب.

## مسيرته الدولية
على المستوى الدولي شارك ميتزانو مع المنتخب الإيطالي إلى جانب اندريا بيرلو ونيكولا فينتولا في بطولة أوروبا تحت سن 21 وحقق الكأس، كما شارك مع المنتخب في اولمبياد سيدني عام 2000 م، تحت قيادة ماركو تارديللي وخرج المنتخب في نصف النهائي ضد اسبانيا.

## روابط خارجية
- لوكا ميتزانو على موقع الاتحاد الدولي (مؤرشف)  (الإنجليزية)
- لوكا ميتزانو على موقع قاعدة بيانات كرة القدم.إي يو (الإنجليزية)
- لوكا ميتزانو على موقع أوليمبيديا (الإنجليزية)